# Вировитичко-Подравска
Вировитичко-Подравска, Вировитицко-Подравинская жупания (хорв. Virovitičko-podravska županija) — жупания на северо-востоке Хорватии. Жупания получила название по административному центру — городу Вировитица и историческому району Подравина, расположенному вдоль реки Драва на границе с Венгрией.

## География
Площадь жупании — 2024 км². На востоке жупания граничит с Осьечко-Бараньска, на юге — с Пожешко-Славонска, на юго-западе — с Бьеловарско-Билогорска, на северо-западе с жупанией Копривничко-Крижевачка. На севере Вировитичко-Подравска граничит с Венгрией, граница проходит по реке Драва. По территории жупании проходит ряд важных железнодорожных и автомобильных магистралей, по направлениям Будапешт — Баня-Лука и Вараждин — Осиек.
Большая часть жупании расположена на низменной, плодородной долине Дравы, также известной как Подравина; лишь на юге территория жупании подходит к горной гряде Папук, которая отделяет Подравину от Пожежской долины.

## Население и административное деление
В соответствии с данными переписи 2001 года, на территории жупании проживало 93 389 человек, 89,5 % составляют хорваты, 7,1 % — сербы, 0,3 % — венгры.
Жупания разделена на три города и 13 общин (по данным на 2001 год).
Города:
- Вировитица, столица жупании, население 15 589 человек
- Слатина, население 10 920 человек
- Ораховица, население 4262 человека

Общины:
- Црнац
- Чачинци
- Чаджавица
- Градина
- Лукач
- Миклеуш
- Нова-Буковица
- Питомача
- Сопье
- Сухополе
- Шпишич-Буковица
- Вочин
- Зденци